# Ski
Ski är en tätort och stad som utgör centralort i Nordre Follo kommun i Akershus fylke i sydöstra Norge. Østfoldbanans yttre och inre linjer möts vid Ski och platsen är därför sedan 1878 ett kommunikationscentrum för delar av Akershus och Østfold fylken. En mindre del av tätorten ligger i Ås kommun. Ski har status som stad (norska: by) sedan 2004 och är den största tätorten i Akershus fylke, näst efter de delar av tätorten Oslo som ligger i fylket.
Tidigare har orten utgjort centralort i dåvarande Ski kommun.

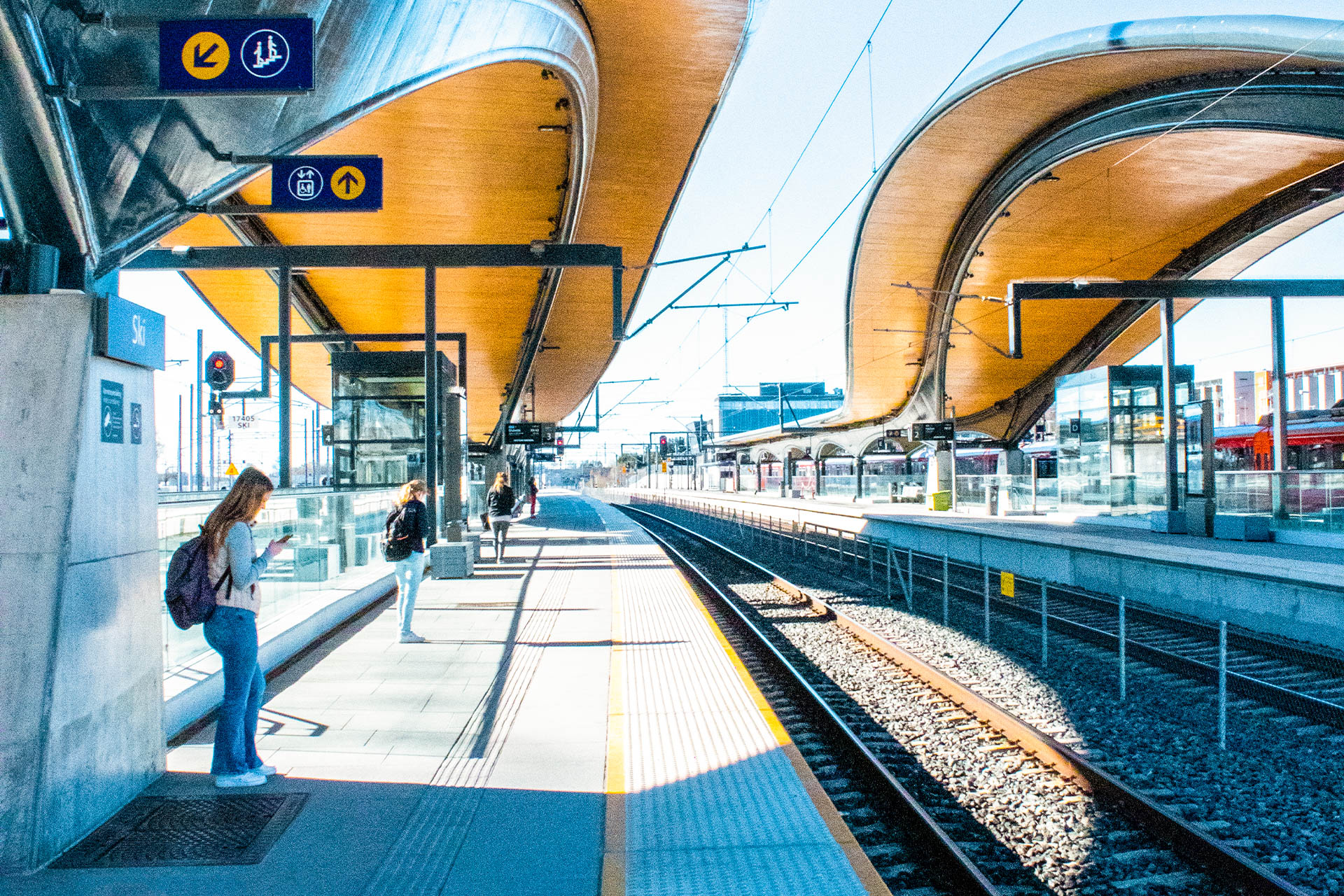
Ski station på Østfoldbanan och Follobanan.

## Personer från Ski
- Marian Aas Hansen
- Linn-Kristin Riegelhuth